# Døde i 2024
Døde i 2024 er en liste over notable personer, der er afgået ved døden i 2024. 

## Januar
- Niklaus Wirth
- Mário Zagallo
- Franz Beckenbauer
- James Kottak
- Stephen Laybutt
- Norman Jewison
- Luigi Riva
- Arno Allan Penzias

- 1. januar – Niklaus Wirth, schweizisk datalog (født 1934).[1]
- 2. januar – Zvi Zamir, israelsk efterretningsofficer (født 1925).[2]
- 4. januar – Glynis Johns, walisisk skuespiller (født 1923).[3]
- 5. januar – Mário Zagallo, brasiliansk fodboldspiller og -træner (født 1931).[4]
- 7. januar – Franz Beckenbauer, tysk fodboldspiller (født 1945).[5]
- 9. januar – James Kottak, amerikansk trommeslager (født 1962).[6]
- 11. januar – Annie Nightingale, engelsk radiovært (født 1940).[7]
- 13. januar – Stephen Laybutt, australsk fodboldspiller (født 1977).[8]
- 16. januar – Klaus Wunder, tysk fodboldspiller (født 1950).[9]
- 17. januar – Rebecca Brüel, dansk sanger (født 1952).[10]
- 20. januar – Norman Jewison, canadisk filminstruktør og filmproducent (født 1926).[11]
- 22. januar – Luigi "Gigi" Riva, italiensk fodboldspiller (født 1944).[12]
- 22. januar – Arno Allan Penzias, tyskfødt amerikansk fysiker og nobelprismodtager (født 1933).[13]
- 23. januar – Melanie, amerikansk sanger (født 1947).[14]
- 24. januar – Anders Lampe, dansk guitarist (født 1964).[15]
- 24. januar – Søren Mørch dansk historiker (født 1933)[16]
- 27. januar – Maria Giacobbe, italiensk-dansk forfatter (født 1928).[17]
- 30. januar – Zdeněk Pecka, tjekkisk roer (født 1954).[18]

## Februar
- Oskar Negt
- Tonny Landy
- Toby Keith
- Jean Malaurie
- Sebastián Piñera
- Damo Suzuki
- Kelvin Kiptum
- Aleksej Navalnyj
- Andreas Brehme
- Ulrik Le Fevre
- Georg Riedel
- Brian Mulroney
- Ali Hassan Mwinyi

- 1. februar – Carl Weathers, amerikansk skuespiller (født 1948).[19]
- 2. februar – Oskar Negt, tysk filosof (født 1934).[20]
- 3. februar – Hage Geingob (en), Namibias præsident siden 2015 (født 1941).[21]
- 3. februar – Tonny Landy, dansk operasanger (født 1937).[22]
- 5. februar – Toby Keith, amerikansk countrymusiker (født 1961).[23]
- 5. februar – Jean Malaurie, fransk grønlandsforsker (født 1922).[24]
- 5. februar – Dries van Agt, tidligere hollandsk premierminister (født 1931)[25]
- 6. februar – John Bruton, irsk politiker og regeringsleder (født 1947).[26]
- 6. februar – Sebastián Piñera, forhenværende chilensk præsident (født 1949).[27]
- 9. februar – Damo Suzuki, japansk musiker (født 1950).[28]
- 11. februar – Kelvin Kiptum, kenyansk maratonløber og verdensrekordholder (født 1999).[29]
- 13. februar – Frede Farmand, dansk arkivar, forfatter m.v. (født 1945).[30]
- 14. februar – Frodo Mikkelsen, dansk billedkunstner (født 1974).[31][32]
- 16. februar – Aleksej Navalnyj, russisk politisk aktivist (født 1976)[33]
- 16. februar – Jan Sørensen, dansk fodboldspiller (født 1955).[34][35]
- 19. februar – Andreas Brehme, tysk fodboldspiller (født 1960).[36]
- 20. februar –  Anfinn Kallsberg, færøsk lagmand (født 1947)[37]
- 20. februar  –  Jens Jørgen Bolvig, tidligere folketingsmedlem (født 1930).[38][39]
- 24. februar – Ulrik le Fevre, dansk fodboldspiller (født 1946)[40]
- 25. februar – Georg Riedel, svensk musiker og komponist (født 1934).[41]
- 29. februar – Brian Mulroney, canadisk politiker (født 1939).[42]
- 29. februar – Ali Hassan Mwinyi, tanzaniansk præsident (født 1925).[43]

## Marts
- Søren Pape Poulsen
- Peter Iver Johannsen
- Herbert Kroemer
- Eric Carmen
- Péter Eötvös
- Daniel Kahneman
- Louis Gosset Jr.

- 1. marts – Akira Toriyama, japansk mangategner (født 1955).[44]
- 2. marts – Søren Pape Poulsen, dansk politiker (født 1971)[45]
- 3. marts – Hanne Andersen socialdemokratisk politiker (født 1939)[46]
- 3. marts – Peter Iver Johannsen, dansk generalsekretær (født 1947).[47]
- 8. marts – Herbert Kroemer, amerikansk fysiker og nobelprismodtager (født 1928).[48]
- 10. marts – Eric Carmen, amerikansk sanger og sangskriver (født 1949).[49]
- 11. marts – Paul Denis, haitiansk politiker (født ca. 1942).[50]
- 18. marts – Peter Bolliger, schweizisk roer (født 1937).[51]
- 23. marts – Flemming Leth, dansk tv-vært (født 1943).[52][53]
- 24. marts – Péter Eötvös, ungarsk komponist (født 1944).[54]
- 27. marts – Daniel Kahneman, israelsk-amerikansk psykolog (født 1934).[55]
- 27. marts – Joe Lieberman, amerikansk politiker (født 1942).[56]
- 29. marts – Louis Gosset Jr., amerikansk skuespiller (født 1936).[57]

## April
- Ib Poulsen
- Peter Higgs
- O. J. Simpson
- Anna-Greta Leijon
- Lorenzo Palomo
- Daniel Dennett
- Gediminas Kirkilas
- Philippe Laudenbach
- Paul Auster

- 1. april – Joe Flaherty, amerikansk-canadisk skuespiller og komiker (født 1941).[58]
- 6. april – Ib Poulsen, dansk professor og rektor (født 1949).[59]
- 8. april – Peter Higgs, britisk fysiker og nobelprismodtager i fysik (født 1929).[60]
- 10. april – O. J. Simpson, amerikansk fodboldspiller m.v. (født 1947).[61]
- 11. april – Anna-Greta Leijon, svensk politiker og tidligere justitsminister (født 1939).[62]
- 11. april – Knud Enggaard, dansk minister og folketingsmedlem (født 1929)[63]
- 13. april – Lorenzo Palomo, spansk komponist og dirigent (født 1938).[64]
- 19. april – Daniel Dennett, amerikansk filosof (født 1942).[65]
- 20. april – Gediminas Kirkilas, litauisk politiker og tidligere premierminister (født 1951).[66]
- 22. april – Philippe Laudenbach, fransk skuespiller (født 1936).[67]
- 29. april – Inge Lise Westman, dansk kunstmaler og billedhugger (født 1945).[68]
- 30. april – Paul Auster, amerikansk forfatter (født 1947).[69]

## Maj
- Imerio Massignan
- Bernard Hill
- Jim Simons
- David Sanborn
- Palle Danielsson
- Ebrahim Raisi
- Morgan Spurlock
- Bill Walton

- 1. maj – Terry Medwin, walisisk fodboldspiller (født 1932).[70]
- 3. maj – Imerio Massignan, italiensk cykelrytter (født 1937).[71]
- 4. maj – Peter Abrahamsen, dansk sanger og sangskriver (født 1941).[72]
- 4. maj – Dagoberto Fontes, uruguayansk fodboldspiller (født 1943).[73]
- 5. maj – Bernard Hill, engelsk skuespiller (født 1944).[74]
- 10. maj – Richard McClure, canadisk roer (født 1935).[75]
- 10. maj – Jim Simons, amerikansk matematiker og hedgefond-direktør (født 1938).[76]
- 12. maj – David Sanborn, amerikansk saxofonist (født 1945).[77]
- 13. maj – Alice Munro, canadisk forfatter (født 1931).[78]
- 17. maj – Pål Johannessen, norsk skuespiller (født 1965).[79]
- 18. maj – Palle Danielsson, svensk kontrabassist (født 1946).[80]
- 18. maj – Frank Ifield, britisk-australsk countrysanger (født 1937).[81]
- 19. maj – Ebrahim Raisi, iransk præsident (født 1960).[82]
- 22. maj – Erik Heide, dansk billedhugger og kirkekunstner (født 1934).[83]
- 23. maj – Morgan Spurlock, amerikansk dokumentarfilminstruktør (født 1970).[84]
- 27. maj – Bill Walton, amerikansk basketballspiller (født 1952).[85]

## Juni
- Brigitte Bierlein
- Françoise Hardy
- Jerry West
- Anouk Aimée
- Donald Sutherland

- 3. juni – Brigitte Bierlein, østrigsk jurist og poltiker (født 1949).[86]
- 3. juni – William Russell, engelsk skuespiller (født 1924).[87]
- 7. juni – William Anders, amerikansk astronaut (født 1933).[88]
- 9. juni – Alex Riel, dansk jazzmusiker (født 1940).[89]
- 11. juni – Françoise Hardy, fransk sangerinde og sangskriver (født 1944).[90]
- 12. juni – Jerry West, amerikansk professionel basketballspiller (født 1938).[91]
- 13. juni – Tommy Banks, engelsk fodboldspiller (født 1929).[92]
- 15. juni – Kevin Campbell, engelsk fodboldspiller (født 1970).[93]
- 18. juni – Anouk Aimée, fransk skuespillerinde (født 1932).[94]
- 20. juni – Donald Sutherland, canadisk skuespiller (født 1935).[95]
- 20. juni – Enan Galaly, egyptisk-dansk hotelejer (født 1947).[96]
- 22. juni – Mogens Herman Hansen, dansk filolog og antikhistoriker (født 1940).[97]
- 26. juni – Steffen Tangstad, norsk bokser (født 1959).[98]

## Juli
- Ismail Kadaré
- Jon Landau
- Jógvan Sundstein
- Shelley Duvall
- Richard Simmons
- Shannen Doherty
- Bob Newhart
- Nguyễn Phú Trọng
- Michael af Grækenland
- Ismail Haniyeh

- 1. juli – Ismail Kadaré, albansk forfatter (født 1936).[99]
- 5. juli – Jon Landau, amerikansk filmproducer (født 1960).[100]
- 7. juli – Bengt Samuelsson, svensk professor og nobelprismodtager (født 1934).[101]
- 8. juli – Jógvan Sundstein, færøsk lagmand (født 1933).[102]
- 9. juli – Jens Werner, dansk danser og dansedommer (født 1964).[103]
- 10. juli – Kirsten Dehlholm, dansk billedkunstner og teaterleder (født 1945).[104]
- 11. juli – Shelley Duvall, amerikansk skuespillerinde (født 1949).[105]
- 11. juli – Willi Koslowski, tysk fodboldspiller (født 1937).[106]
- 12. juli – Ruth Westheimer, amerikansk sexolog og forfatter (født 1928).[107]
- 13. juli – Richard Simmons, amerikansk fitnessguru (født 1948).[108]
- 13. juli – Shannen Doherty, amerikansk skuespillerinde og tv-instruktør (født 1971).[109]
- 18. juli – Bob Newhart, amerikansk skuespiller og komiker (født 1929).[110]
- 19. juli – Nguyễn Phú Trọng, vietnamesisk præsident (født 1944).[111]
- 21. juli – Henrik Voldborg, dansk meteorolog (født 1936).[112]
- 22. juli – John Mayall, engelsk sanger og musiker (født 1933).[113]
- 25. juli – Poul Villaume, dansk historiker (født 1950).[114]
- 25. juli – Kjeld Olesen, dansk politiker og tidligere minister (født 1932).[115]
- 28. juli – Michael af Grækenland, prins af Grækenland og Danmark (født 1939).[116]
- 31. juli – Ismail Haniyeh, politisk leder af Den Islamiske Modstandsbevægelse og terrororganisation Hamas (født 1963).[117]
- 31. juli –  Uno Larsson, dansk politiker (født 1942).[118]
- 31. juli –  Nils Thostrup, dansk journalist, forfatter og chefredaktør (født 1936).[119]

## August
- Miguel Gómez Martinez
- Tsung-Dao Lee
- Vjatjeslav Ivanov
- Susan Wojcicki
- Gena Rowlands
- Alain Delon
- John Amos
- Sven-Göran Eriksson
- Peter Poulsen
- Souleymane Bamba

- 1. august – Leonard Hayflick, amerikansk alderdomsforsker (født 1928).[120]
- 4. august – Tsung-Dao Lee, kinsesisk-amerikansk fysiker og nobelprismodtager (født 1926).[121]
- 4. august – Miguel Gómez Martinez, spansk dirigent og komponist (født 1949).[122]
- 5. august – Vjatjeslav Ivanov, russisk roer (født 1938).[123]
- 5. august – Peder Bundgaard, dansk tegner (født 1945).[124]
- 7. august – Lisbeth Petersen, færøsk politiker og folketingsmedlem (født 1939).[125]
- 7. august – Inga Floto, dansk historiker (født 1937).[126]
- 9. august – Susan Wojcicki, amerikansk virksomhedsleder (født 1968).[127]
- 11. august – Aslambek Aslakhanov, tjetjensk politiker (født 1942).[128]
- 14. august – Gena Rowlands, amerikansk skuespillerinde (født 1930).[129]
- 14. august – Bent Conradi, dansk skuespiller og instruktør (født 1932).[130]
- 14. august – Lars "Lasse" Björn, svensk ishockeyspiller (født 1931).[131]
- 18. august – Alain Delon, fransk skuespiller (født 1935).[132]
- 21. august – John Amos, amerikansk skuespiller (født 1939).[133]
- 22. august – Nils Vest, dansk filminstruktør og producent (født 1943).[134]
- 26. august – Sven-Göran Eriksson, svensk fodboldspiller og -træner (født 1948).[135]
- 28. august – Peter Poulsen, dansk forfatter (født 1940).[136]
- 28. august – Irina Glibko, ukrainsk håndboldspiller (født 1990).[137]
- 31. august – Souleymane Bamba, ivoriansk fodboldspiller (født 1985).[138]
- 31. august – Steffen Qwist, dansk guitarist (født 1964).[139]

## September
- Rebecca Cheptegei
- Herbie Flowers
- Sérgio Mendes
- James Earl Jones
- Caterina Valente
- Alberto Fujimori
- Wolfgang Gerhardt
- Berit Ås
- Tito Jackson
- Salvatore Schillaci
- Maggie Smith
- Hassan Nasrallah
- Kris Kristofferson

- 5. september – Rebecca Cheptegei, ugandisk langdistanceløber (født 1991).[140]
- 5. september – Herbie Flowers, engelsk musiker (født 1938)[141]
- 5. september – Sérgio Mendes, brasiliansk musiker (født 1941).[142]
- 6. september  –  Will Jennings, amerikansk sangskriver (født 1944).[143]
- 6. september  –  Bent Wolmar, dansk fodboldspiller (født 1937).[144]
- 8. september  –  Peter Renaday, amerikansk tegnefilmsdubber (født 1935).[145]
- 9. september  –  James Earl Jones, amerikansk skuespiller (født 1931).[146]
- 9. september  –  Caterina Valente, italiensk-fransk-tysk sangerinde (født 1931).[147]
- 11. september  –  Alberto Fujimori, japansk-peruviansk politiker og præsident (født 1938).[148]
- 13. september  –  Wolfgang Gerhardt, tysk politiker, minister og partiformand (født 1943).[149]
- 13. september  –  Niels Due Jensen, dansk erhvervsleder (født 1943).[150]
- 14. september  –  Berit Ås, norsk politiker og professor (født 1928).[151]
- 15. september –  Tito Jackson, amerikansk musiker (født 1953).[152]
- 18. september  –  Salvatore Schillaci, italiensk fodboldspiller (født 1964).[153]
- 18. september  – Jan Cocotte-Pedersen, dansk kok, restauratør og kogebogsforfatter (født 1950).[154]
- 27. september  – Maggie Smith, engelsk skuespillerinde (født 1934).[155]
- 27. september  – Hassan Nasrallah, generalsekretær for Hizbollah (født 1960).[156]
- 28. september  – Kris Kristofferson, amerikansk sanger, sangskriver og skuespiller (født 1936).[157]
- 30. september  – Ken Page, amerikansk skuespiller (født 1954).[158]

## Oktober
- Michael Ancram, 13. markis af Lothian
- Johan Neeskens
- Cissy Houston
- Dieter Burdenski
- Alex Salmond
- Liam Payne
- Yahya Sinwar
- Mitzi Gaynor
- Fethullah Gülen
- Paul Di'Anno
- Ulf Pilgaard
- Teri Garr
- Erik Clausen

- 1. oktober – Michael Ancram, 13. markis af Lothian, britisk aristokrat og politiker (født 1945).[159]
- 1. oktober – Laura Illeborg, dansk sanger, musiker og sygeplejerske (født 1969).[160]
- 2. oktober – Kjeld Holm, dansk biskop (født 1945).[161]
- 4. oktober – Willi Giesemann, tysk fodboldspiller (født 1937).[162]
- 4. oktober –  Ebbe Mogensen, dansk jurist (født 1939).[163]
- 6. oktober – Johan Neeskens, hollandsk fodboldspiller (født 1951).[164]
- 7. oktober – Cissy Houston, amerikansk sangerinde (født 1933).[165]
- 9. oktober – Dieter Burdenski, tysk fodboldspiller (født 1950).[166]
- 9. oktober – George Baldock, græsk-engelsk fodboldspiller (født 1993).[167]
- 10. oktober – Kim Ziegler, dansk fodboldspiller (født 1958).[168]
- 10. oktober – Ethel Kennedy, amerikansk menneskerettighedsaktivist (født 1928).[169]
- 12. oktober – Alex Salmond, tidligere Skotlands førsteminister (født 1954).[170]
- 14. oktober – Ib Møller, dansk erhvervsmand (født 1938).[171]
- 14. oktober – Bjarne Jeppesen, dansk håndboldspiller (født 1954).[172]
- 15. oktober – Belaïd Lacarne, algerisk fodbolddommer (født 1940).[173]
- 16. oktober – Liam Payne, engelsk sanger (født 1993).[174]
- 16. oktober – Yahya Sinwar, palæstinensisk politiker og leder af Hamas (født 1962).[175]
- 16. oktober – Roald Poulsen, dansk fodboldtræner (født 1950).[176]
- 17. oktober – Mitzi Gaynor, amerikansk skuespiller, sanger og danser (født 1931).[177]
- 17. oktober – Emile Daems, belgisk cykelrytter (født 1938).[178]
- 20. oktober – Fethullah Gülen, tyrkisk prædikant og forfatter (født 1941).[179]
- 20. oktober – Malene Sølvsten, dansk forfatter (født 1977).[180]
- 21. oktober – Paul Di'Anno, engelsk rocksanger (født 1958).[181]
- 23. oktober – Leon Cooper, amerikansk fysiker (født 1930).[182]
- 25. oktober  – Jens Folmer Jepsen, dansk instruktør, forfatter og festivaldirektør (født 1957).[183]
- 28. oktober  – Ulf Pilgaard, dansk skuespiller (født 1940).[184]
- 29. oktober – Teri Garr, amerikansk skuespillerinde (født 1944).[185]
- 30. oktober  – Erik Clausen, dansk filmmand og multikunstner (født 1942).[186]

## November
- Quincy Jones
- Johnny Madsen
- Tony Todd
- Roy Haynes
- Svetlana Svetlitjnaja
- Olav Thon
- Hugo Villaverde
- Allan Svensson
- M. Jodi Rell

- 1. november – Morten Stig Christensen, dansk håndboldspiller og tv-vært (født 1958).[187]
- 3. november – Quincy Jones, amerikansk musikproduer og filmkomponist (født 1933)[188]
- 4. november – Johnny Madsen, dansk musiker og kunstner (født 1951) .[189]
- 6. november – Tony Todd, amerikansk skuespiller (født 1954).[190]
- 8. november –  Asbjørn Agerschou, dansk politiker (født 1948).[191]
- 12. november – Roy Haynes, amerikansk jazztrommeslager (født 1925).
- 12. november – Bent Mejding, dansk skuespiller og teaterdirektør (født 1937).[192]
- 15. november –  Ulla Jessen, dansk skuespillerinde (født 1946).[193]
- 16. november – Svetlana Svetlitjnaja, russisk skuespillerinde (født 1940).[194]
- 16. november – Olav Thon, norsk ejendomsudvikler og milliardær (født 1923).[195]
- 17. november – Hugo Villaverde, argentinsk fodboldspiller (født 1954).[196]
- 17. november – Allan Svensson, svensk skuespiller (født 1951).[197]
- 17. november – Bernard Chiarelli, fransk fodboldspiller (født 1934).[198]
- 20. november – M. Jodi Rell, amerikansk politiker (født 1946).[199]
- 26. november – Jan Furtok, polsk fodboldspiller (født 1962).[200]
- 27. november – Thomas Hylland Eriksen, norsk socialantropolog (født 1962).[201]
- 28. november – Lasse Nielsen, dansk filminstruktør og -producent (født 1950).[202]

## December
- Niels Arestrup
- Neale Fraser
- Marlos Nobre
- Prinsesse Birgitta af Sverige og Hohenzollern
- Rik Van Looy
- Federico Mayor Zaragoza
- George Eastham
- Dési Bouterse
- Manmohan Singh
- Olivia Hussey
- Martin Karplus
- Jimmy Carter
- Arnold Rüütel

- 1. december – Niels Arestrup, dansk-fransk skuespiller (født 1949).[203]
- 2. december – Neale Fraser, australsk tennisspiller (født 1933).[204]
- 2. december – Marlos Nobre, brasiliansk komponist (født 1939).[205]
- 4. december – Prinsesse Birgitta af Sverige og Hohenzollern, svensk prinsesse (født 1937).[206]
- 10. december – Hans Erik Saks, dansk forfatter, instruktør og producent (født 1956).[207]
- 12. december – Fethi Haddaoui, tunesisk skuespiller (født 1961).[208]
- 12. december – Vladimir Strelkov, sovjetisk filminstruktør og manuskriptforfatter (født 1938).[209][210]
- 17. december – Aigars Fadejevs, lettisk atletikudøver (født 1975).[211]
- 17. december – William Labov, amerikansk lingvist (født 1927).[212]
- 17. december – Rik Van Looy, belgisk cykelrytter (født 1933).[213]
- 19. december – Federico Mayor Zaragoza, spansk akademiker og politiker (født 1934).[214]
- 19. december – Kirsten Simone, dansk ballerina (født 1934).[215]
- 20. december – George Eastham, engelsk fodboldspiller (født 1936).[216]
- 20. december - Jens Olaf Jersild dansk journalist (født 1959)[217]
- 21. december – Christian Sievert, dansk guitarist, percussionist, sanger og komponist (født 1942).[218]
- 23. december – Gerardo Guevara, ecuadoriansk komponist (født 1930).[219]
- 24. december – Dési Bouterse, surinamsk politiker og præsident (født 1945).[220]
- 26. december – Manmohan Singh, indisk politiker og premierminister (født 1932).[221]
- 27. december – Olivia Hussey, engelsk skuespillerinde (født 1951).[222]
- 28. december – Martin Karplus, østrigsk/amerikansk kemiker (født 1930).[223]
- 29. december – Jimmy Carter, amerikansk præsident (født 1924).[224]
- 29. december – Tomiko Itooka, japansk superhundredårig (født 1908).[225]
- 31. december – Arnold Rüütel, estisk politiker (født 1928).[226]
- 31. december – Tom Johnson, amerikansk komponist (født 1939).[227]